# 柴涵
柴涵（1927年06月30日—2012年05月29日），浙江寧波人，政工幹校第一期畢業。後至美軍心戰班受訓，並在紐約大學進修，後返回臺灣，於國軍心戰單位任職。
越戰爆發後，奉派加入中華民國駐越軍事顧問團，擔任南越心戰局顧問；因精通外文，於1980年間任中華民國駐美軍事代表團武官。退休後長居美國。2012年5月29日，在搭機返回臺灣途中，於日本過境時逝世；同年6月11日，在臺北市第一殯儀館景行廳舉行公祭。

## 著作
《越戰心理戰》，明驥、柴涵合著，國防部總政戰部出版，1990。